# Machacamarca (Sica Sica)
Machacamarca ist eine Streusiedlung im Departamento La Paz im südamerikanischen Andenstaat Bolivien.

## Lage im Nahraum
Machacamarca ist der zentrale Ort des Cantóns Machacamarca im Municipio Sica Sica in der Provinz Aroma. Nordwestlich von Machacamarca erstreckt sich die weite Ebene des bolivianischen Hochlandes, südlich des Ortes befindet sich ein zehn Kilometer langer und bis zu 3934 m hoher Bergriegel, und fünfzehn Kilometer östlich des Ortes erhebt sich die Serranía de Sicasica, ein nord-südlich ausgerichteter Gebirgsriegel zwischen La Paz und Cochabamba, der bis auf über 4800 m ansteigt.

## Geographie
Machacamarca liegt auf einer Höhe von 3762 m auf dem bolivianischen Altiplano zwischen den Anden-Gebirgsketten der Cordillera Occidental im Westen und der Cordillera Central im Osten. Die Region weist ein ausgeprägtes Tageszeitenklima auf, bei dem die mittlere Temperaturschwankung im Tagesverlauf stärker ausfällt als im Jahresverlauf.
Die Jahresdurchschnittstemperatur der Region liegt bei etwa 11 °C, die monatlichen Werte schwanken nur unwesentlich zwischen 7 °C im Juni/Juli und 13 °C im November/Dezember (siehe Klimadiagramm Belén). Der Jahresniederschlag beträgt niedrige 450 mm, in der ariden Zeit von April bis Oktober liegen die monatlichen Werte unter 25 mm, und nur die Monate Dezember bis Februar weisen stärkere Niederschläge zwischen 80 und 115 mm auf.

## Verkehrsnetz
Machacamarca liegt in einer Entfernung von 155 Straßenkilometern südöstlich von La Paz, der Hauptstadt des gleichnamigen Departamentos.
Von La Paz aus führt die asphaltierte Nationalstraße Ruta 2 in westlicher Richtung nach El Alto, von dort die Ruta 1 nach Südosten durch Calamarca und Sica Sica nach Konani. Von dort aus führt die Nationalstraße weiter in südöstlicher Richtung zu den Departamento-Hauptstädten Oruro, Potosí und Tarija und nach Bermejo an der argentinischen Grenze.
In Konani zweigt eine unbefestigte Landstraße in südwestlicher Richtung von der Ruta 1 ab und erreicht über Huancollo nach zehn Kilometern Machacamarca.

## Bevölkerung
Die Einwohnerzahl der Ortschaft ist in dem Jahrzehnt zwischen den beiden letzten Volkszählungen um knapp die Hälfte angestiegen:
| Jahr | Einwohner         | Quelle       |
| ---- | ----------------- | ------------ |
| 1992 | keine Detaildaten | Volkszählung |
| 2001 | 304               | Volkszählung |
| 2012 | 440               | Volkszählung |
| 2024 |                   | Volkszählung |

Die Region weist einen hohen Anteil an Aymara-Bevölkerung auf, im Municipio Sica Sica sprechen 90,3 Prozent der Bevölkerung Aymara.